# Lucy Liu
Lucy Alexis Liu (kinesiska: 劉玉玲, pinyin: Liú Yùlíng), född 2 december 1968 i Jackson Heights i Queens i New York, är en amerikansk Emmy Award-nominerad skådespelare, producent och konstnär.
Liu, vars föräldrar kommer från Peking och Shanghai, växte upp i ett kinesiskstalande hem, och började lära sig engelska i femårsåldern. Efter high school fortsatte hon sina studier först vid New York University, därefter vid University of Michigan i Ann Arbor, där hon tog en kandidatexamen i asiatiska språk.
Lucy Liu blev känd efter att ha medverkat i TV-serien Ally McBeal (1998–2002) och har även spelat i flera framgångsrika filmer, bland andra Charlies änglar, Chicago och Kill Bill: Volume 1.
På senare år har hon främst gett röst åt figurer i tecknade filmer, bland andra Kung Fu Panda 1–3, fyra Tingeling-filmer och Sagan om prinsessan Kaguya.
Liu har även påbörjat en karriär som regissör. Hennes första egna film Meena visades i New York 2014 . Hon har också regisserat episoder av TV-serierna Elementary och Graceland.
Sedan 2013 är hon medlem av den amerikanska filmakademien.

## Filmografi
| År   | Titel                               | Roll                | Noteringar           |
| ---- | ----------------------------------- | ------------------- | -------------------- |
| 1992 | Rhythm of Destiny                   | Donna               |                      |
| 1993 | Protozoa                            | Ari                 | Kortfilm             |
| 1995 | Bang                                | Prostituerad        |                      |
| 1996 | Jerry Maguire                       | exflickvän          |                      |
| 1997 | Gridlock'd                          | Cee-Cee             |                      |
| 1997 | City of Industry                    | Cathi Rose          |                      |
| 1999 | Play It to the Bone                 | Lia                 |                      |
| 2000 | Charlies änglar                     | Alex                |                      |
| 2000 | Shanghai Noon                       | prinsessan Pei-Pei  |                      |
| 2002 | Charlies änglar - Utan hämningar    | Alex Munday         |                      |
| 2002 | Chicago                             | Kitty Baxter        |                      |
| 2002 | Ballistic: Ecks vs. Sever           | Agent Sever         |                      |
| 2003 | Kill Bill: Volume 1                 | O-Ren Ishii         |                      |
| 2004 | Mulan 2                             | Mei (röst)          | I engelska versionen |
| 2005 | Domino                              | Taryn Mills         |                      |
| 2006 | Lucky Number Slevin                 | Lindsey             |                      |
| 2007 | Code name: The Cleaner              | Gina                |                      |
| 2008 | Kung Fu Panda                       | Master Viper (röst) | I engelska versionen |
| 2008 | Tingeling                           | Silverdagg (röst)   | I engelska versionen |
| 2009 | Tingeling och den förlorade skatten | Silverdagg (röst)   | I engelska versionen |
| 2010 | Tingeling och älvornas hemlighet    | Silverdagg (röst)   | I engelska versionen |
| 2010 | Nomads                              | Susan               |                      |
| 2011 | Kung Fu Panda 2                     | Master Viper (röst) | I engelska versionen |
| 2012 | Tingeling - Vingarnas hemlighet     | Silverdagg (röst)   | I engelska versionen |
| 2014 | Tingeling och piratfen              | Silverdagg (röst)   | I engelska versionen |
| 2018 | Set it up                           | Kirsten             |                      |

### TV
| År        | Titel            | Roll             | Noteringar                |
| --------- | ---------------- | ---------------- | ------------------------- |
| 1998–2002 | Ally McBeal      | Ling Woo         | Säsong 2–5                |
| 2001-2002 | Futurama         | Sig själv (röst) |                           |
| 2004–2005 | Joey             | Lauren Beck      | 3 Avsnitt                 |
| 2005      | Simpsons         | Madam Wu (röst)  | I avsnitt Goo Goo Gai Pan |
| 2008      | Cashmere Maffia  | Mia Mason        | 7 Avsnitt                 |
| 2008–2009 | Dirty Sexy Money | Nola Lyons       | Säsong 2                  |
| 2012–     | Elementary       | Joan Watson      |                           |
| 2019-     | Why Women Kill   |                  |                           |

### Datorspel
| År   | Titel            | Roll        | Noteringar |
| ---- | ---------------- | ----------- | ---------- |
| 2001 | SSX Tricky       | Elise Riggs | Röst       |
| 2003 | Charlie's Angels | Alex Munday | Röst       |
| 2012 | Sleeping Dogs    | Vivienne Lu | Röst       |